# Chapoda santay
Espèce
Chapoda santay est une espèce d'araignées aranéomorphes de la famille des Salticidae.

## Distribution
Cette espèce est endémique de la province du Guayas en Équateur,. Elle se rencontre sur l'île Santay.

## Description
La femelle holotype mesure 4,12 mm.

## Systématique et taxinomie
Cette espèce a été décrite par Macías-Tulcán, Galvis et Molina-Moreira en 2023.

## Étymologie
Son nom d'espèce lui a été donné en référence au lieu de sa découverte, l'île Santay.

## Publication originale
- Macías-Tulcán, Galvis & Molina-Moreira, 2023 : « New species and records of jumping spiders from Ecuador (Araneae: Salticidae). » Arachnology, vol. 19, no 5, p. 852-861.